# International Game Technology
International Game Technology, PLC (sigla IGT, in precedenza Lottomatica Group S.p.A. e GTECH S.p.A.), è un'azienda multinazionale del settore delle lotterie e delle scommesse specializzato in progettazione, sviluppo, produzione, vendita e distribuzione di macchine da gioco, sistemi di lotteria e piattaforme online a livello internazionale. Appartiene al 42,6% al gruppo De Agostini.
La sede centrale è a Londra e possiede sedi operative a Las Vegas, Providence e Roma. Gli uffici IGT sono dislocati in Anguilla, Antigua e Barbuda, Argentina, Austria, Australia, Barbados, Belgio, Canada, Cile, Cina, Colombia, Costa Rica, Estonia, Filippine, Germania, Giamaica, Gibilterra, Grecia, India, Israele, Italia, Macao, Messico, Monaco, Nuova Zelanda, Paesi Bassi, Perù, Polonia, Portogallo, Regno Unito, Repubblica Ceca, Repubblica Dominicana, Saint Kitts e Nevis, Sint Maarten, Serbia, Singapore, Slovacchia, Sudafrica, Spagna, Stati Uniti d'America e Svezia, Trinidad e Tobago, Ucraina, Isole Vergini Americane.
Nell'attuale assetto, nato ufficialmente il 7 aprile 2015 dall'acquisto da parte dell'americana International Game Technology, Inc., dando origine al maggior operatore mondiale di giochi regolamentati e delle lotterie., è quotato fino al 2015 alla Borsa di Milano, segmento Blue Chip, ora è quotato alla Borsa di New York (NYSE).

## Storia

### Storia di Lottomatica Group S.p.A. e GTECH S.p.A.

Logo di GTECH S.p.A.

Il gruppo nacque dall'acquisizione da parte di Lottomatica S.p.A. dell'americana GTECH Corporation, completata in data 29 agosto 2006, dando origine al maggior gruppo mondiale nel settore dei giochi e delle scommesse.
Il 3 giugno 2013, Lottomatica Group S.p.A. annunciò il rebranding del gruppo, assumendo la denominazione di GTECH S.p.A.
Nel mese di luglio 2014, GTECH S.p.A. ha ufficializzato l'avvio delle trattative per l'acquisizione dell'americana International Game Technology, Inc., con un'offerta pari a 6,4 miliardi di dollari USA, dei quali 4,7 in contanti e 1,7 di debito assunto. Le aziende si sarebbero unite sotto un'unica entità con sede nel Regno Unito e con il marchio IGT utilizzato come effigia.
Il 7 aprile 2015, GTECH ha effettuato la fusione con IGT Inc., assumendo la denominazione International Game Technology, PLC. Nello stesso giorno prendono il via le quotazioni del nuovo titolo presso la Borsa di New York, dopo aver chiuso il titolo presso la Borsa di Milano.
Il 1 luglio 2020 IGT annuncia una nuova struttura organizzativa incentrata principalmente su due segmenti di business: Global Gaming e Global Lottery.  Renato Ascoli ricopre il ruolo di CEO di Global Gaming; Fabio Cairoli quello di CEO di Global Lottery. Global Gaming ha la piena responsabilità del business IGT Gaming. Global Lottery ha la piena responsabilità del business IGT Lottery.
Il 7 dicembre 2020 IGT annuncia che la sua controllata al 100% Lottomatica Holding S.r.l. ha firmato un accordo definitivo con Gamenet Group S.p.A. per la vendita del 100% del capitale sociale di Lottomatica Videolot Rete SpA e Lottomatica Scommesse Srl, le due aziende del gruppo IGT che guidano le attività, rispettivamente, delle macchine da gioco B2C e delle scommesse sportive e giochi digitali. L’accordo prevede anche la completa cessione del marchio “Lottomatica”.
A seguito della cessione, il 15 marzo 2021, Lottomatica cambia la propria denominazione in IGT Lottery srl.
Il 29 aprile, 2021, IGT Lottery S.r.l. muta la propria ragione sociale in IGT Lottery S.p.A.
Il 10 maggio 2021, IGT annuncia di aver completato le operazioni di vendita del 100% del capitale sociale di Lottomatica Videolot Rete S.p.A. e Lottomatica Scommesse S.r.l.

### Storia di Lottomatica dal 1990 al 2021
La società venne fondata a Roma il 6 dicembre 1990 come società consortile per azioni tra ISI Ital Sistemi per l’Informaica( (Società promotrice dell’iniziativa nel 1987 con il primo consorzio Lottomatica) con BNL, Sogei (gruppo IRI-Finsiel), Olivetti, Alenia, Mael (azienda), Federazione Italiana Tabaccai e Consorzio nazionale per l'informatica (Cni).
La società venne quotata alla Borsa di Milano nel 2001. Nel febbraio 2002 Tyche S.p.A. controllata da FinEuroGames S.A., che tramite De Agostini Invest S.A. faceva capo a De Agostini S.p.A., promosse un'OPA da 1.2 miliardi di euro a cui aderirono i maggiori soci, che insieme controllavano il 52,2% della società: Olivetti (33,9%) e BNL (18,3%). Nel luglio dello stesso anno Tyche venne fusa per incorporazione in Lottomatica.
Il 29 agosto 2006, Lottomatica S.p.A. completò l'acquisizione di GTECH Corporation per 4 miliardi di euro, creando il maggior gruppo mondiale nel settore dei giochi e scommesse.
Il 3 giugno 2013, Lottomatica Group S.p.A. annunciò il rebranding del gruppo, assumendo la denominazione di GTECH S.p.A., mentre Lottomatica S.p.A. rimase filiale del gruppo.
Nel mese di luglio 2014, GTECH S.p.A. ha ufficializzato l'avvio delle trattative per l'acquisizione dell'americana International Game Technology, Inc., con un'offerta pari a 6,4 miliardi di dollari USA, dei quali 4,7 in contanti e 1,7 di debito assunto. Le aziende si sarebbero unite in un'unica entità con sede nel Regno Unito e con il marchio IGT utilizzato come effigie.
Il 7 aprile 2015, GTECH ha completato la fusione con IGT Inc., assumendo la denominazione International Game Technology, PLC. Nello stesso giorno prendono il via le quotazioni del nuovo titolo presso la Borsa di New York, dopo aver chiuso il titolo presso la Borsa di Milano.
Alla fine del 2020, IGT ha venduto Lottomatica a Gamenet Group per 950 milioni di euro.

## Attività
IGT opera nell'ambito del processing ad alta sicurezza per le Lotterie online. Inoltre progetta, vende e gestisce terminali per punti vendita abilitati alla gestione delle Lotterie e sistemi centrali, terminali e servizi.
- Gioco del Lotto
- Gratta e Vinci
- Lotteria Italia
- Scommesse
- Videolottery
- Slot machine
- Giochi di abilità

## Filiali
Il gruppo si compone di 4 filiali a seconda del segmento di competenza:
- North America Gaming & Interactive (IGT Corporation) - Sede: Las Vegas - CEO: Renato Ascoli
- North America Lottery - Sede: Providence
- International - Sede: Londra
- Italy - Sede: Roma

## Azionariato
- De Agostini S.p.A. - 42,6%

Fonte: www.gruppodeagostini.it

## Riconoscimenti internazionali
Nel 2009 la società, primo operatore in Italia e fra pochi in Europa, ha ottenuto la certificazione di conformità agli standard dall'European Lotteries Association; sempre nel 2009, la World Lottery Association ha premiato l'azienda con la certificazione al massimo livello previsto del WLA Responsible Gaming Framework.
Le piattaforme Lottomatica.it e Totosi.it hanno ottenuto, nel febbraio 2011, dalla Global Gambling Guidance Group (G4), il riconoscimento della certificazione internazionale sul gioco responsabile.
La Global Gambling Guidance Group (G4) è un'organizzazione istituita da un gruppo internazionale di esperti che affronta le tematiche legate al gioco responsabile con regole e protocolli all'avanguardia in Europa.
La società, nel 2010, è entrata a far parte del paniere di Società costituenti l'indice etico FTSE4Good e da marzo 2012 è stata inoltre inserita nell'indice ASI, Axia Sustainable Index, commercializzata da Axia Financial Research.
IGT Lottery, nel 2021, ottiene per la quinta volta consecutiva la certificazione European Lotteries per il Gioco Responsabile.